# Walter Robb
Walter Lee Robb (né le 25 avril 1928 et mort le 23 mars 2020) était un ingénieur, cadre et philanthrope américain. 

## Biographie
Né à Harrisburg en Pennsylvanie en 1928 , il reçoit la médaille nationale de la technologie et de l'innovation en 1993. Il est cadre de recherche et développement (R&D) pour General Electric. Il dirige quelques équipes sportives locales, après avoir racheté la franchise de hockey de ligue mineure des Rats d'Albany River en 1998. 
Walter Robb meurt en 2020 de la COVID-19 à l'âge de 91 ans. 